# Darteritus
Darteritus (Engels: Dartitis) is een aandoening die voorkomt bij beoefenaars van darts. Hoewel de naam humoristisch klinkt is darteritus wel degelijk iets dat een probleem vormt bij darters die er last van hebben en wordt deze naam ook gebruikt in de dartssport. De Engelse naam dartitis is waarschijnlijk ontstaan door het samenvoegen van dart en arthritis (artritis of reuma), wat in het Nederlands is overgenomen met de naam darteritus. In feite is darteritus een soort faalangst die voornamelijk optreedt als de darter onder grote druk staat. Een mentale blokkade zorgt ervoor dat de pijl niet of zeer langzaam kan worden losgelaten richting het bord.

## Voorbeelden
De Nederlanders Albertino Essers en Berry van Peer hebben in het verleden last gehad van darteritus. Toen Berry van Peer in 2017 tegen Simon Whitlock speelde, duurde het steeds langer voordat hij zijn pijlen in het bord gooide, dit tot ontsteltenis van Whitlock en het publiek. Dit is het duidelijkst zichtbaar op het moment dat van Peer zijn laatste pijl in het bord gooit, waarmee hij de wedstrijd won. Ook Mensur Suljović, Kevin Painter en Eric Bristow hadden last van darteritus. Evenals de Nederlander Levy Frauenfelder.

## In andere sporten
In andere sporten bestaat een soortgelijke aandoening. Bij het boogschieten bestaat de term rozenvrees, bij biljart wordt het keuitis genoemd en bij schaatsen spreekt men van zwabbervoet.